# جوایز موسیقی ای‌آرآی‌ای ۲۰۱۲
جوایز موسیقی ای‌آرآی‌ای ۲۰۱۲، بیست و ششمین مراسم است که در ۲۹ نوامبر ۲۰۱۲ در مرکز سرگرمی سیدنی در سیدنی، نیو ساوت ولز برگزار شد.